# Vincent King
Rex Thomas Vinson (Falmouth, 22 oktober 1935 – Camborne, 25 mei 2000) was een Brits schrijver in het genre sciencefiction. Hij publiceerde onder zijn pseudoniem Vincent King, waarbij King refereert aan Rex (koning). Zijn  belangrijkste beroep was echter docent kunsten. Hij kreeg zijn beginnende opleiding aan de plaatselijke College of Art en gaf later ook les aan een College of Art, maar dan in Newcastle upon Tyne.  Hij koos voor een pseudoniem, omdat hij eind jaren 60 ook exposities van tekeningen en schilderijen had.
Er verschenen maar weinig boeken van hem, waarvan in het buitenland Candy man uit 1971 het populairst was. In Nederland en België verscheen nog minder werk van hem. Dat zijn werk uitgegeven werd door diverse uitgeverijen droeg ook niet bij aan de verkoop.
Bibliografie:
- Light a last candle (1969) (NL: De kaars van de duisternis in Born SF-serie (roman)
- Candy man (1971) (roman)
- Another end (1971) (roman)
- Time snake and superclown (1976)(roman)
- Defense mechanism (1966)  debuut (NL: Verdedigingsmechanisme in M=SF (verhaal)
- The wall to end the world (1967) (NL: De muur die een eind aan de wereld maakte in M=SF (verhaal)
- Testament (1968) (verhaal)
- The eternity game (1969)(verhaal)
- Report from Linelos (1969)(verhaal)
- The discontent contingency (verhaal)

- Bibsys: 13011207
- International Standard Name Identifier: 0000 0000 6758 0207
- Library of Congress Control Number: n88627798
- Nederlandse Thesaurus van Auteursnamen: 345379802
- Système universitaire de documentation: 153373806
- Virtual International Authority File: 91966365
- WorldCat: E39PBJqBwvQpdfFpTgcpR7x4bd